# Старков, Анатолий Ефремович
Анатолий Ефремович Старков (род. 15 октября 1946, Харьков) — советский велогонщик, тренер, участник Олимпийских игр 1968 и 1972 годов, неоднократный чемпион СССР. Заслуженный мастер спорта СССР.

## Карьера
Воспитанник тренеров Юрия Гаммерштедта, Николая Колумбета. Представлял спортивное общество Вооружённых сил. Специализировался на шоссейном велоспорте.
В 1967 году стал победителем этапа на Milk Race. В 1971 году победил на одном этапе Велогонки Мира, а в общем зачёте стал третьим и первым — среди участников из СССР. В 1972 году финишировал третьим в общем зачёте Тура Марокко.
Участник Олимпийских игр 1968 и 1972 годов. В 1968 году в индивидуальной гонке не финишировал, а в 1972 году занял 35-е место.
На чемпионатах мира среди любителей в 1969 году занял шестое место в команде, в 1970 году — 17-е место в индивидуальной гонке.
На уровне чемпионата СССР становился чемпионом (1971, 1973) и серебряным призёром (1974) в групповой гонке, чемпионом (1970) в командной гонке. Победитель Гран-при Сочи (1971).
После окончания спортивной карьеры работал тренером в системе ЦСКА.

### Достижения
1967
Milk Race
8-й в генеральной классификации
1-й на этапе 11 (TTT)
1969
6-й на Чемпионате мира в командной гонке среди любителей
1970
2-й на Grand Prix François-Faber
17-й на Чемпионате мира среди любителей
1-й  Чемпион СССР в командной гонке
1971
1-й в генеральной классификации Гран-при Сочи
1-й  Чемпион СССР в групповой гонке
Велогонка Мира
3-й в генеральной классификации
1-й на этапе 8 (TTT)
1-й на этапе 8 Тур Алжира
1972
Тур Марокко
3-й в генеральной классификации
1-й на этапе 6
1973
1-й  Чемпион СССР в групповой гонке
1974
2-й на Чемпионате СССРв групповой гонке